# Circuit de Dijon-Prenois

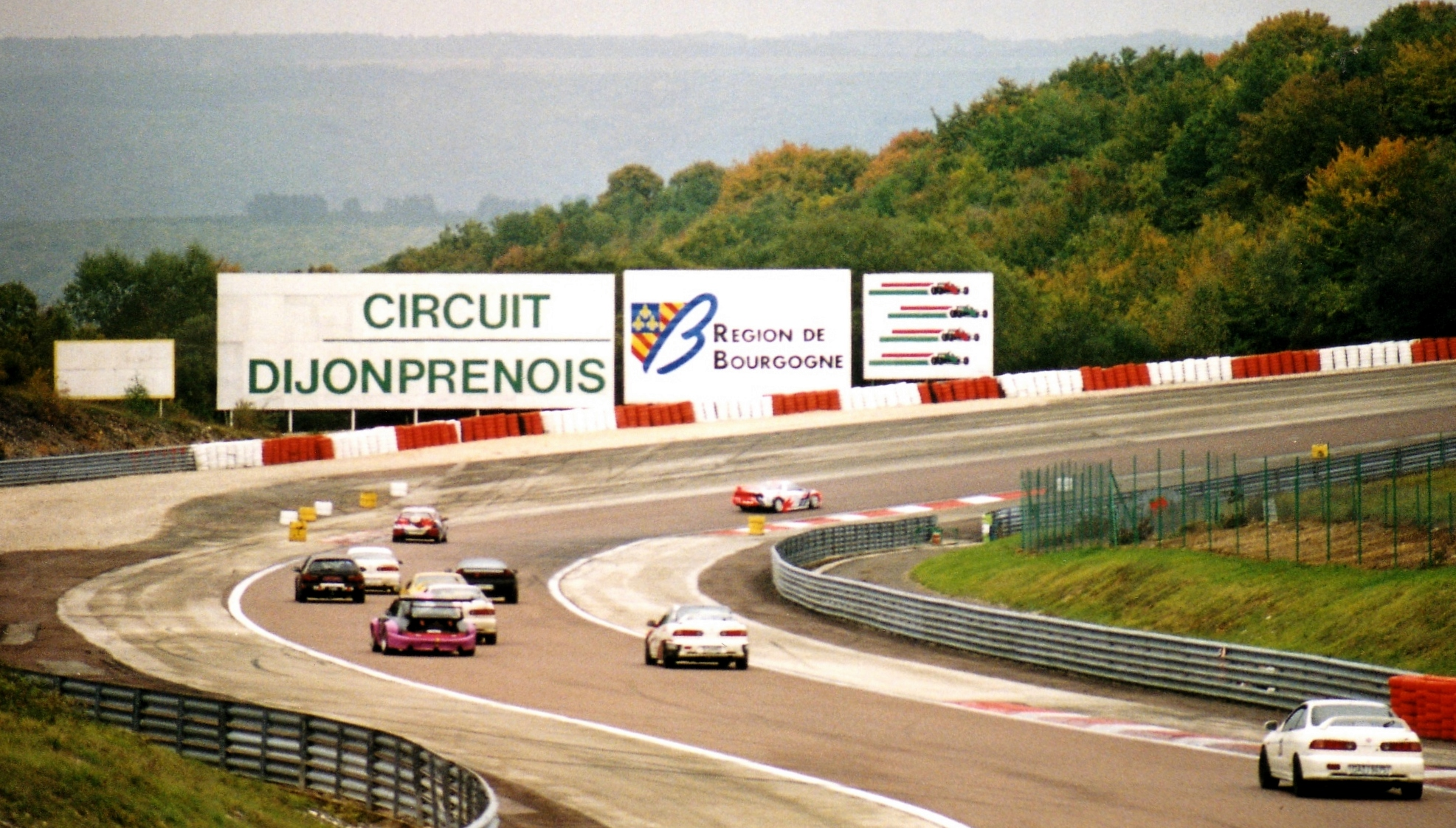
De paraboliquebocht.

Het Circuit de Dijon-Prenois is een racecircuit in Prenois nabij het Franse Dijon.
Het circuit ligt in het hart van Bourgondië en werd aangelegd in 1970. Met iets meer dan 3,2 km was het te kort voor de Formule 1; er ontstonden opstoppingen. Ook toen er een lus aan was toegevoegd, de Parabolique, waarmee de lengte op 3,9 km kwam, vond men het nog steeds niet lang genoeg. Niki Lauda bewees inderdaad dat het circuit niet erg lang was door in 1974 met 58,790 seconden een rondje te rijden over het circuit. Het was tot de Grand Prix Formule 1 van Sakhir in 2020 de snelste poleposition ooit in de geschiedenis van de Formule 1. 
Toch bleek Dijon-Prenois populair bij het publiek en in een periode van tien jaar werden er vier races gehouden, waaronder gedenkwaardige als die van 1977: een gevecht tussen de Lotus van Mario Andretti en de Brabham van John Watson, dat de hele race duurde. Pas in de laatste ronde viel de beslissing, in het voordeel van de Amerikaan.
In 1979 was men er getuige van de eerste Grand Prix-overwinning van een Formule 1-auto met een turbomotor; die van Jean-Pierre Jabouille met Renault. Een historische zege, maar het publiek was veel meer geïnteresseerd in de dramatische strijd om de tweede plaats tussen René Arnoux en Gilles Villeneuve. Arnoux had een snellere wagen, de Ferrari van Villeneuve reed al een tijdje op versleten banden maar had aan boord een technisch zeer begaafde rijder. Meermaals haalden ze elkaar in, ronde na ronde, en op bepaalde momenten zat het voorwiel van de ene tussen de wielen van de andere en dat aan zeer hoge snelheid. Vanaf 1985 werd uitgeweken naar Paul Ricard.
| Uitslagen Grand Prix van Frankrijk (Dijon-Prenois) | Uitslagen Grand Prix van Frankrijk (Dijon-Prenois) | Uitslagen Grand Prix van Frankrijk (Dijon-Prenois) | Uitslagen Grand Prix van Frankrijk (Dijon-Prenois) |
| Jaar                                               | Coureur                                            | Auto                                               | Auto                                               |
|                                                    |                                                    | Constructeur                                       | Type                                               |
| -------------------------------------------------- | -------------------------------------------------- | -------------------------------------------------- | -------------------------------------------------- |
| 1974                                               | Ronnie Peterson                                    | Lotus                                              | 72                                                 |
| 1977                                               | Mario Andretti                                     | Lotus                                              | 78                                                 |
| 1979                                               | Jean Pierre Jabouille                              | Renault                                            | RS10                                               |
| 1981                                               | Alain Prost                                        | Renault                                            |                                                    |
| 1982(*)                                            | Keke Rosberg                                       | Williams                                           | FW07                                               |
| 1984                                               | Niki Lauda                                         | TAG-McLaren                                        | MP4/2                                              |

(*) = Niet als Franse, maar als Zwitserse Grand Prix verreden.